# Brian Baker (tennisser)
Brian Richard Baker (30 april 1985) is een Amerikaanse proftennisser.

## Carrière
Baker was een van de beste juniors van zijn generatie. Hij won de Orange Bowl in 2002 en speelde in 2003 de finale van het juniorstoernooi van Roland Garros, waarin hij verloor van Stanislas Wawrinka.  Dat jaar werd hij beroeps.
In 2005 kreeg hij een wildcard voor het US Open, zijn eerste grandslamtoernooi. Hij bereikte daarin de tweede ronde, na winst tegen Gastón Gaudio. In die tweede ronde verloor hij van Xavier Malisse.
Nadien kreeg hij te maken met zware blessures die zijn tennisloopbaan bedreigden. Op zes jaar tijd onderging hij vijf operaties, aan zijn elleboog, rug en driemaal aan zijn heup. Tijdens die periode werd hij assistent-tenniscoach aan de Belmont-universiteit in Nashville. Maar in 2011 kwam hij terug in competitie. Hij won een aantal kleine toernooien in de Verenigde Staten.
In 2012 kwalificeerde hij zich voor het ATP-toernooi van Nice 2012, waarin hij de finale bereikte na winst tegen onder meer Gaël Monfils en Nikolaj Davydenko. Hij verloor de finale van Nicolás Almagro. Hij kreeg daarna een wildcard voor zijn tweede grandslamtoernooi, Roland Garros 2012. Daarin kwam hij in de eerste ronde per toeval opnieuw uit tegen Xavier Malisse. Deze keer won Baker het duel; hij verloor in de volgende ronde wel van de Fransman Gilles Simon in vijf sets.
Bij zijn eerste deelname aan de Australian Open in 2013 raakte hij opnieuw gekwetst, ditmaal aan de knie. In zijn tweederondepartij moest hij in een rolstoel van het veld gereden worden. De diagnose luidde een gescheurde meniscus, waardoor hij opnieuw minstens vier maanden buiten strijd zou zijn.

## Palmares
| Legenda                       | Legenda               |
| ----------------------------- | --------------------- |
| Grand Slam                    |                       |
| Olympische Spelen             |                       |
| tot 2009                      | vanaf 2009            |
| Tennis Masters Cup            | ATP Finals            |
| ATP Masters Series            | ATP Tour Masters 1000 |
| ATP International Series Gold | ATP Tour 500          |
| ATP International Series      | ATP Tour 250          |

### Enkel
| Nr.                          | Datum           | Toernooi | Ondergrond | Tegenstander in finale | Score       | Details |
| ---------------------------- | --------------- | -------- | ---------- | ---------------------- | ----------- | ------- |
| Gewonnen finales             |                 |          |            |                        |             |         |
| Verloren finales             |                 |          |            |                        |             |         |
| 1.                           | 26 mei 2012     | ATP Nice | Gravel     | Nicolás Almagro        | 3-6, 2-6    | Details |
| Gewonnen finales challengers |                 |          |            |                        |             |         |
| 1.                           | 8 augustus 2004 | Denver   | Hardcourt  | K.J. Hippensteel       | 7-6(5), 6-4 |         |
| 2.                           | 29 april 2012   | Savannah | Gravel     | Augustin Gensse        | 6-4, 6-3    |         |

### Dubbel
| Nr.                          | Datum            | Toernooi      | Ondergrond    | Partner        | Tegenstanders in finale                   | Score          | Details |
| ---------------------------- | ---------------- | ------------- | ------------- | -------------- | ----------------------------------------- | -------------- | ------- |
| Gewonnen finales herendubbel |                  |               |               |                |                                           |                |         |
| 1.                           | 19 februari 2017 | ATP Memphis   | Hardcourt (i) | Nikola Mektić  | Ryan Harrison Steve Johnson               | 6–3, 6–4       | Details |
| 2.                           | 30 april 2017    | ATP Boedapest | Gravel        | Nikola Mektić  | Juan Sebastián Cabal Robert Farah Maksoud | 7–6(2), 6–4    | Details |
| Gewonnen finales challengers |                  |               |               |                |                                           |                |         |
| 1.                           | 18 juli 2004     | Granby        | Hardcourt     | Frank Dancevic | Harel Levy Davide Sanguinetti             | 6-2, 7-6(5)    |         |
| 2.                           | 8 augustus 2004  | Denver        | Hardcourt     | Rajeev Ram     | Jamie Delgado Jonathan Marray             | 6-2, 6-2       |         |
| 3.                           | 21 november 2004 | Champaign     | Hardcourt (i) | Rajeev Ram     | Justin Gimelstob Graydon Oliver           | 7-6(5), 7-6(7) |         |

## Prestatietabellen
| Legenda | Legenda                          |
| ------- | -------------------------------- |
| g.t.    | geen toernooi gehouden           |
| l.c.    | lagere categorie                 |
| –       | niet deelgenomen                 |
| G       | uitgeschakeld in de groepsfase   |
| 1R      | uitgeschakeld in de eerste ronde |
| 2R      | uitgeschakeld in de tweede ronde |
| 3R      | uitgeschakeld in de derde ronde  |
| 4R      | uitgeschakeld in de vierde ronde |
| KF      | uitgeschakeld in de kwartfinale  |
| HF      | uitgeschakeld in de halve finale |
| F       | de finale verloren               |
| W       | het toernooi gewonnen            |
| w-v     | winst/verlies-balans             |

### Prestatietabel grand slam, enkelspel
| Toernooi        | 2003 | 2004 | 2005 | 2012 | 2013 | 2016 |
| --------------- | ---- | ---- | ---- | ---- | ---- | ---- |
| Australian Open | –    | –    | –    | –    | 2R   | 1R   |
| Roland Garros   | –    | –    | –    | 2R   | –    | 1R   |
| Wimbledon       | –    | –    | –    | 4R   | –    | 1R   |
| US Open         | 1R   | 1R   | 2R   | 2R   | 1R   | 1R   |

### Prestatietabel dubbelspel
| Grandslamtoernooien   |      |      |      |      |      |      |    |
| Australian Open       | –    | –    | –    | –    | –    | 1R   | 3R |
| Roland Garros         | –    | –    | –    | –    | –    | 3R   | 1R |
| Wimbledon             | –    | –    | –    | –    | –    | 1R   | –  |
| US Open               | –    | 2R   | 1R   | 2R   | 3R   |      |    |
| Tennis Masters Cup    |      |      |      |      |      |      |    |
| ATP World Tour Finals | –    | –    | –    | –    | –    | –    |    |
| ATP Masters 1000      |      |      |      |      |      |      |    |
| Indian Wells          | –    | –    | –    | –    | –    | –    | –  |
| Miami                 | 1R   | –    | –    | –    | –    | –    | HF |
| Monte Carlo           | –    | –    | –    | –    | –    | –    | –  |
| Hamburg               | –    | –    | –    | l.c. | l.c. | l.c. |    |
| Madrid                | –    | –    | –    | –    | –    | –    | 2R |
| Rome                  | –    | –    | –    | –    | –    | –    | 2R |
| Montréal/Toronto      | –    | –    | –    | –    | –    | –    |    |
| Cincinnati            | –    | –    | –    | 2R   | 1R   | 2R   |    |
| Shanghai              | l.c. | l.c. | l.c. | –    | –    | –    |    |
| Parijs                | –    | –    | –    | –    | –    | –    |    |
| Olympische Spelen     |      |      |      |      |      |      |    |
| Olympische Spelen     | gt   | –    | gt   | –    | gt   | 2R   | gt |
| Statistieken          |      |      |      |      |      |      |    |
| Totaal aantal titels  | 0    | 0    | 0    | 0    | 0    | 0    | 2  |
| Eindejaarsranking     | 776  | 120  | 487  | 261  | 346  | 69   |    |